# 17084 Sundararajan
A 17084 Sundararajan (ideiglenes jelöléssel (17084) 1999 JV14) a Naprendszer kisbolygóövében található aszteroida. A LINEAR projekt keretében fedezték fel 1999. május 10-én.